# Designación provisional en astronomía
Una designación provisional en astronomía es un convenio de nomenclatura utilizado para los objetos astronómicos recién descubiertos. La designación provisional es, normalmente, reemplazada por una designación permanente una vez que se haya calculado una órbita fiable. 
A continuación, se describen las particularidades de la nomenclatura según el tipo de objeto astronómico.

## Asteroides
El primer elemento de una designación provisional para asteroides es el año de descubrimiento, seguido por dos letras y, opcionalmente, un número.
La primera letra es la codificación de la quincena. La segunda letra y el número indican el orden de descubrimiento dentro de la quincena,  por orden alfabético sin usar la 'I'. En caso, de que se acaben las letras se añadirán números a continuación de las letras cíclicamente. 

### Ejemplos
El primer asteroide descubierto en la primera quincena de 2008 se nombró 2008 AA. El 25º asteroide descubierto en la misma quincena se denominó 2008 AZ y el 26º 2008 AA1, y así sucesivamente. El primer asteroide descubierto el 16 de enero se denominó 2008 BA.

## Cometas
Su designación provisional es similar a la de los asteroides, salvo en que solo se usa una letra en vez de dos. Por tanto la designación tendría igualmente el año de descubrimiento y una letra referente a la quincena. En este caso, el orden de descubrimiento se representa simplemente por un número. A los cometas se les añade un prefijo referente a su clasificación. Los cometas periódicos añaden "P/", los no periódicos "C/, los que se han desintegrado "D/" y los que se conocen únicamente por datos históricos "X/".
Por ejemplo, el primer cometa descubierto la primera quincena de 2008, se denominó 2008 A1. Y al resultar no ser periódico, se le añadió el prefijo "C/", resultando C/2008 A1
Si un cometa se divide en varios fragmentos, cada fragmento recibe la denominación del nombre del cometa original y una letra como sufijo, empezando por las mayúsculas y seguido de las minúsculas. Se asume que es poco probable seguir más de 52 fragmentos de un cometa. Por ejemplo, si el cometa 2008 A1 se fragmentara en dos, los fragmentos se denominarían C/2008 A1 A y C/2008 A1 B.
Si un cometa tiene en principio una apariencia asteroidal y recibe una denominación provisional tipo asteroide, tras desarrollar una cola y descubrir que es un cometa, mantendrá dicha denominación.

## Satélites
Los satélites se nombran con el prefijo "S/", el año de descubrimiento, una letra referente al planeta y un número. El número hace referencia al orden de descubrimiento de satélites en el mismo planeta y año. La letra del planeta se asigna conforme a la siguiente tabla:
| Letra | Planeta  |
| ----- | -------- |
| H     | Mercurio |
| V     | Venus    |
| E     | Tierra   |
| M     | Marte    |
| J     | Júpiter  |
| S     | Saturno  |
| U     | Urano    |
| N     | Neptuno  |
| P     | Plutón   |

Por ejemplo, el 13º satélite descubierto en Júpiter en 2003, se denominó provisionalmente como S/2003 J 13.

## Anillos de planetas
Los anillos se nombran provisionalmente exactamente igual que los satélites salvo que la letra del prefijo es "R". 

## Satélites de asteroides
Los satélites de los asteroides se nombran provisionalmente igual que los satélites de los planetas, sustituyendo la letra que hace referencia al planeta por el número del asteroide entre paréntesis. 
Por ejemplo, el satélite del asteroide 87 Sylvia, se denominó provisionalmente S/2001 (87) 1.